# 木薑子加植節蜱
木薑子加植節蜱（学名：Gammaphytoptus litseaus）为節蜱科子加植節蜱屬下的一个种。